# Torneo de Zúrich 2004
El Swisscom Challenge 2004 fue un torneo de tenis femenino, disputado del 17 al 24 de octubre de 2004. Fue un evento de categoría Tier I que se jugó en canchas de cemento en pistas cubiertas como preparativo para el campeonato de fin de año de la WTA. Fue la 21.ª edición del torneo y tuvo lugar en el Schluefweg en la ciudad suiza de Zúrich.

## Campeonas

### Individual femenino
Alicia Molik venció a  María Sharápova por 4–6, 6–2, 6–3

### Dobles femenino
Cara Black /  Rennae Stubbs vencieron a  Virginia Ruano Pascual /  Paola Suárez por 6-4, 6-4